# Vestito verde di Keira Knightley
Il vestito verde indossato da Keira Knightley nel film Espiazione, diretto da Joe Wright nel 2007, è stato realizzato dalla costumista statunitense Jaqueline Durran ed è considerato da più fonti come uno dei migliori costumi della storia del cinema. I costumi del film Espiazione hanno valso a Jaqueline Durran una nomination agli Oscar ai migliori costumi, al BAFTA ai migliori costumi, al Costume Designers Guild e ai Satellite Awards.

## Realizzazione
Le intenzioni iniziali della costumista Jaqueline Durran quando ha iniziato la progettazione dell'abito partendo da zero, erano quelle di allontanarsi il più possibile da quello che lei stessa ha chiamato "lo stile decadente e trasandato delle famiglie della classe medio-alta del periodo". La Durran aveva infatti studiato a lungo documentari e fotografie della moda dell'epoca e, anche su consiglio dello stesso regista, aveva deciso di non ricreare fedelmente la moda di quel periodo.
Tuttavia, storicamente l'abito di Jaqueline Durran non è affatto inaccurato. Infatti molti dettagli presenti fanno esplicito riferimento agli anni in cui è ambientata la storia del film. Lo strascico, la schiena nuda e l'ampia scollatura per esempio, sono elementi tipici degli anni trenta. In particolar modo l'abito risulta fortemente simile a quelli prodotti negli anni trenta della casa di moda Paquin. Il taglio raffinato e drappeggiato del vestito ideato dalla Durran è infatti proprio caratteristico delle collezioni pre-guerra Paquin.
Nell'economia della storia l'abito ha un'importanza fondamentale, dato che come notato da più fonti, l'autore del romanzo, Ian McEwan lo tratta come se fosse un personaggio, dato che è anche parzialmente responsabile della passione che scoppia improvvisamente fra Cecilia Tallis e Robbie Turner. Jaqueline Durran ha quindi sottolineato come fosse importante che "invece di essere costruito intorno al corpo di Keira, l'abito incorniciasse la sua figura e aggiungesse una sensazione di semi-nudità".
Nel commento del DVD, il regista Joe Wright ha raccontato come l'abito sia stato deliberatamente lasciato scucito sul davanti (nonostante nel disegno originale era previsto che fosse cucito), per quello che egli stesso definisce un "accesso facile" nella scena della biblioteca. L'attrice Keira Knightley, che nel film interpreta il personaggio di Cecilia Tallis ha dichiarato parlando dell'abito:
(Keira Knightley)

## Il colore
Il colore verde è stato espressamente richiesto dal regista Joe Wright, creato grazie alla lavorazione di un raso di seta. La costumista, Jaqueline Durran, parlando del colore in un'intervista rilasciata al LA Times, ha dichiarato:
(Jaqueline Durran)
Secondo molte fonti, si tratta di una scelta inusuale rispetto ai canoni cinematografici. In passato, Alfred Hitchcock aveva espressamente scelto il colore verde per la mise del personaggio interpretato da Tippi Hedren nel film Gli uccelli appositamente per creare un maggiore senso di disagio nello spettatore. Diversamente il colore verde nel cinema era stato utilizzato in contesti di magia e fantasy come Il mago di Oz o Escalibur. Alternativamente si tratta di un colore che può rappresentare equilibrio e sicurezza, come per i personaggi di Rossella O'Hara in Via col vento o di Andrea Sachs ne Il diavolo veste Prada. Secondo il quotidiano britannico The Guardian:
(Emanuele Lugli, The Guardian)

## Design
Ispirato alla descrizione che dell'abito fa Ian McEwan nel romanzo da cui il film è tratto, il vestito disegnato dalla Durran per Keira Knightley è un abito da sera lungo e di colore verde smeraldo, sulla falsariga di quelli che andavano di moda fra gli anni trenta e gli anni quaranta. La costumista Jaqueline Durran ha dichiarato relativamente all'abito:
(Jaqueline Durran)
L'abito ha una gonna lunga sino al suolo, con alto spacco laterale. Nella parte posteriore l'abito è lasciato ancor più lungo, per creare un piccolo strascico. Il corpetto con sottilissime spalline, che lascia la schiena completamente scoperta è decorato con minuscoli fori realizzati con l'utilizzo di taglio al laser.
Il corpetto è un pezzo separato dalla gonna, con cui è collegato attraverso l'utilizzo di corsetteria nascosta o di una cerniera lampo. Il motivo di realizzare l'abito in due pezzi separati è per favorire i movimenti dell'attrice, rendendo le sequenze più fluide. Nella realizzazione del film sono stati utilizzati dieci corpetti e quattro gonne. Durante la scena in cui Cecilia Tallis e Robbie Turner hanno il loro primo incontro amoroso nella biblioteca, sono state strappate numerose gonne.
Nel film, all'abito sono state abbinate un paio di scarpe dorate di pelle prodotte da Bally con finiture in paillettes, di cui sono state realizzate soltanto dieci paia. Inoltre all'abito sono stati abbinati anche due pezzi di gioielleria: un fermaglio a forma di stella di oro bianco e un orologio/bracciale entrambi di Chanel Fine Jewelry.

## Vendita
Nel 2008 l'abito è stato messo all'asta per raccogliere fondi da devolvere in beneficenza a The Children's Charity of Southern California, un'associazione californiana che si occupa di bambini vittime di abusi e violenze. L'asta è stata effettuata online presso il sito Clothes off Our Back con un prezzo di partenza fissato a 1 000 dollari. L'asta partita il 1º febbraio 2008 e conclusa il 1º marzo, ha visto l'abito essere aggiudicato da un anonimo compratore per la cifra di 46 000 dollari.

## Ricezione
Il New York Post ha notato come a pochi giorni dopo l'uscita del film, la popolarità dell'abito avesse parzialmente superato quella del film stesso.
Keira Knightley è comparsa con l'abito realizzato per lei da Jaqueline Durran sulle copertine di varie riviste fra cui l'edizione italiana di Vanity Fair.
Secondo un sondaggio organizzato da Sky Movies e dalla rivista InStyle, l'abito verde del film Espiazione è stato votato come il miglior costume nella storia del cinema, superando alcuni costumi ritenuti "storici" come l'abito bianco di Marilyn Monroe o il tubino nero Givenchy di Audrey Hepburn. Commentando il risultato del sondaggio, Toni Jones, del Sun ha dichiarato:
(Toni Jones, del Sun)
Pochissimo tempo dopo la presentazione del film, la boutique di New York Faviana, specializzata nella riproduzione di abiti celebri, ha messo in vendita una copia dell'abito verde smeraldo di Keira Knightley.